# Banca pública
La banca pública comprende a toda aquella entidad bancaria en la cual el Estado u otros actores públicos sean sus propietarios. Se trata, por tanto, de una empresa pública.

## Características
La banca pública es la banca que opera al servicio del gobierno vía, instituciones en propiedad pública a través de los políticos intervencionistas que los representan. Los bancos públicos pueden existir a todos los niveles, desde nivel local a regional o nacional e incluso internacional. Cualquier organismo gubernamental que pueda satisfacer las necesidades bancarias locales pueden, en teoría, crear una institución financiera.
La banca pública se distingue de la banca privada en que sus acciones son motivadas para el gobierno. Bancos privados, por el contrario, buscan generar beneficios a corto plazo para los accionistas y para mejorar los servicios y productos ofrecidos a los consumidores. Los bancos públicos son capaces de reducir los impuestos dentro de sus [jurisdicciones], porque sus beneficios son devueltas al fondo general de la entidad pública.

## Los bancos públicos y las ideologías
Para el socialismo, la banca pública es un factor clave en la economía mundial, el símbolo de la capacidad de inversión del Estado con el capitalismo privado.
En cambio, el liberalismo prefiere su privatización, su transformación en un grupo privado, como medida para conseguir su mejor funcionamiento y evitar las injerencias políticas en asuntos bancarios.

## Bancos públicos por países

### Argelia
- Banco Nacional de Argelia

### Bolivia
- Banco Unión
- Banco de Desarrollo Productivo

### Argentina
- Banco de la Nación Argentina
- Banco de la Provincia de Buenos Aires
- Banco de la Ciudad de Buenos Aires
- Banco Hipotecario Nacional
- Banco de la Provincia de Córdoba
- Nuevo Banco de Santa Fe
- Banco de Corrientes
- Banco de Inversión y Comercio Exterior

### Brasil
- Banco do Brasil
- Caixa Econômica Federal
- Banco do Nordeste
- Banrisul

### Chile
- Banco del Estado de Chile

### Colombia
- Banco Agrario de Colombia

### Costa Rica
- Banco Nacional de Costa Rica
- Banco de Costa Rica
- Banco Popular
- Banco Hipotecario de la Vivienda

### Ecuador
- Banco del Pacífico
- Banco de Desarrollo del Ecuador
- Biess
- BanEcuador

### España
- Instituto de Crédito Oficial

### Estados Unidos
- Banco de Dakota del Norte[2] (Bank of North Dakota en inglés)

### Francia
- La Banque Postale (creada el 1 de enero de 2006 mediante la transferencia de los servicios financieros de La Poste)
- Caisse des dépôts et consignations
- Crédit municipal de Paris

### México
- Banco Nacional de Obras y Servicios Públicos
- Nacional Financiera
- Banco Nacional de Comercio Exterior
- Sociedad Hipotecaria Federal
- Banco Nacional del Ejército, Fuerza Aérea y Armada
- Banco del Bienestar

### Noruega
- DnB NOR

### Panamá
- Banco Nacional de Panamá

### Paraguay
- Banco Nacional de Fomento

### Perú
- Banco de la Nación
- Corporación Financiera de Desarrollo

### República Dominicana
- Banreservas (Banco de las Reservas de la República Dominicana)

### Rusia
- Vnesheconombank

### Uruguay
- Banco de la República Oriental del Uruguay
- Banco Hipotecario del Uruguay
- Banco de Seguros del Estado
- Banco de Previsión Social

### Venezuela
- Banco de Venezuela
- Banco Digital de los Trabajadores.
- Banco Agrícola de Venezuela
- Banco del Tesoro
- BANFANB